# 博胡米尔·普罗谢克
博胡米尔·普罗谢克（捷克語：Bohumil Prošek，1931年3月26日—2014年8月30日），捷克男子冰球运动员。他曾代表捷克斯洛伐克国家队参加1956年冬季奥林匹克运动会冰球比赛，获得第五名。